# Сајберсексуална трговина
Сајберсексуална трговина је сексуална експлоатација деце која се преноси уживо преко интернета. Педофили и предатори било где у свету сада могу да претражују на мрежи и омогућавају безбедно плаћање одраслој особи путем интернета.
Путем сајберсексуалне трговине људима, жртве се могу злостављати на било којој локацији с интернет приступом и веб камером или само путем мобилног телефона.
Транснационална природа и глобални обим трговине људима путем сајбер секса захтевају јединствен одговор нација, корпорација и организација у свету како би се смањили инциденти злочина, заштитили, спасили и рехабилитовале жртве, а починиоци ухапсили и процесуирали. Неке владе су покренуле заговарачке и медијске кампање које се фокусирају на подизање свијести о злочину. Они су такође реализовали семинаре обуке који се одржавају како би обучили полицију, тужиоце и друге органе, као и раднике невладиних организација, да се боре против криминала и да пруже услуге накнадне неге засноване на трауми. Ново законодавство за борбу против сајберсексуалне трговине је неопходно у двадесет првом веку.

## Жртве
Жртве, углавном жене и деца бивају отети, прети им се или су преварени. Други су дрогирани. Држе их у заточеништву и закључавају у собама с покривеним прозорима или без њих и веб камером. Они доживљавају физичку и психичку трауму.Неки су приморани на инцест. Жртвама је ускраћена храна, лишени су сна и присиљени су да раде када су болесни. У заточеништву су оболели од многих болести, укључујући туберкулозу. Један број је нападнут или мучен.
Жртве се могу експлоатисати на било којој локацији где трговци сајбер сексом имају рачунар, таблет или телефон с интернет везом.
Они који су ниже класе, дискриминаторне расе, мањине или друге друштвене неповољности изложени су повећаном ризику да буду жртве.

## Трафикери
Мушкарци и жене починиоци, који делују иза виртуелне баријере и често анонимни, долазе из земаља широм света и из свих друштвених и економских класа. Неки трговци људима и нападачи су били чланови породице жртве, пријатељи и познаници.Трговци људима могу бити део међународних криминалних организација, локалних банди или малих криминалних ланаца или могу бити подржани од стране њих или могу бити само једна особа.
Предатори у иностранству траже и плаћају за стриминг уживо или услуге направљене по наруџбини  које сексуално искоришћавају децу. Они се упуштају у претње да би стекли поверење локалних трговаца људима, често родитеља или комшија жртава, пре него што се злостављање догоди.

## Конзумери
Интернет публика која је често из друге земље може издати команде жртвама или силоватељима и платити услуге. Већина купаца или потрошача су мушкарци, јер жене које се баве сајбер сексом преферирају лични сајбер секс у собама за ћаскање или директним порукама.